# 황보영
황보영(皇甫穎, ?~1047년)은 고려의 문신이다.

## 생애
1023년(현종 14) 음력 10월 11일(양력 11월 26일) 전중시어사(殿中侍御史)에 임명되었다.
1031년(덕종 즉위년) 7월 어사잡단(御史雜端)이 되고, 9월 어사중승(御史中丞)이 되어 김영기(金令器)·이자연(李子淵) 등과 함께 비어(鯡魚)를 하사받았다.
1032년 상서우승 지어사대사(尙書右丞知御史臺事)가 되었다.
1034년 중추부사가 되었다.
1035년 음력 7월 13일(양력 8월 18일) 중추사(中樞使) 겸 어사대부(御史大夫)가 되었다.
1036년 음력 8월 17일(양력 9월 9일) 병부상서(兵部尙書)가 되었다.
1041년 음력 10월 5일(양력 11월 1일) 서경유수사 참지정사(西京留守使參知政事)로서 대동강에서 어가(御駕)를 영접하였다.
1041년 음력 10월 23일(양력 11월 19일) 수사공 좌복야(守司空左僕射)가 되었다.
1043년(정종 9) 내사시랑 동내사문하평장사 상주국(內史侍郎同內史門下平章事上柱國)으로 임명되었다.
1047년(문종 1) 문하시랑평장사(門下侍郎平章事)로서 왕에게 “저는 후사가 없으니 외손(外孫) 김록숭(金祿崇)을 후사로 삼도록 간청합니다.”라고 글을 올려, 김록숭에게 9품 관직을 주게 하였다.
1047년 음력 10월 3일(양력 10월 24일) 문하시랑평장사(門下侍郞平章事)로 치사(致仕)한 황보영(皇甫穎)이 별세하자, 국왕인 문종이 부의로 쌀 100석, 보리 50석, 베 400필, 대차(大茶) 300근, 향(香) 10근을 내려주었다.